# Igúzquiza
Igúzquiza (oficial en castellà, Iguzkitza en basc) és un municipi de Navarra, a la comarca d'Estella Oriental, dins la merindad d'Estella. Limita al nord amb Allín i Metauten, a l'est amb Ayegui, i a l'oest amb Villamayor de Monjardín i Abaigar, al sud amb Dicastillo i Luquin. Està format pels concejos de:
| Entitat de Població | Pob. (2006) |
| ------------------- | ----------- |
| Ázqueta             | 57          |
| Igúzquiza           | 219         |
| Labeaga             | 36          |
| Urbiola             | 36          |

## Demografia
| Evolució demogràfica                                 | Evolució demogràfica | Evolució demogràfica | Evolució demogràfica | Evolució demogràfica | Evolució demogràfica | Evolució demogràfica | Evolució demogràfica | Evolució demogràfica | Evolució demogràfica | Evolució demogràfica |
| 1996                                                 | 1998                 | 1999                 | 2000                 | 2001                 | 2002                 | 2003                 | 2004                 | 2005                 | 2006                 | 2007                 |
| ---------------------------------------------------- | -------------------- | -------------------- | -------------------- | -------------------- | -------------------- | -------------------- | -------------------- | -------------------- | -------------------- | -------------------- |
| 343                                                  | 342                  | 362                  | 363                  | 351                  | 339                  | 341                  | 357                  | 357                  | 348                  | 350                  |
| Fonts: Igúzquiza i Institut d'Estadística de Navarra |                      |                      |                      |                      |                      |                      |                      |                      |                      |                      |